# Jan Bendl
Pour les articles homonymes, voir Bendl.
Jan Georges Bendl (Jan Jiří Bendl en tchèque, env. 1620 - 27 mai 1680) est un sculpteur praguois.
Il a notamment réalisé une sculpture équestre de Saint-Venceslas, placée sur la place du Marché au chevaux (ancien nom de la place Venceslas), à Prague. Cette sculpture y est restée jusqu'en 1879, et sera plus tard remplacée par une œuvre de Josef Václav Myslbek. Elle est déplacée ensuite à Vysehrad et y est toujours de nos jours.

## Œuvres
Sculptures célèbres de Bendl.

Sculptures célèbres de Bendl
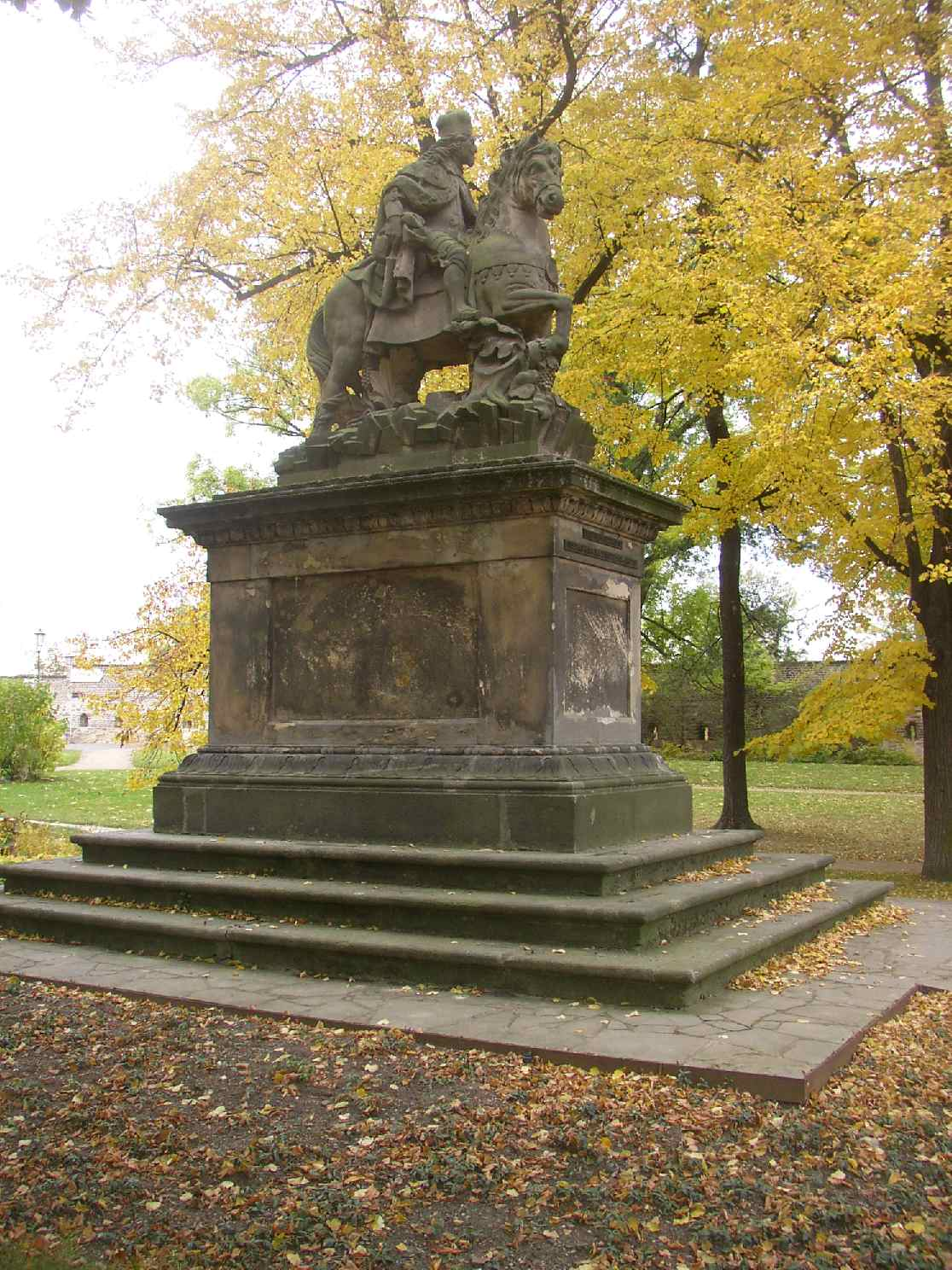
Statue équestre de saint Venceslas, réalisée en 1680.
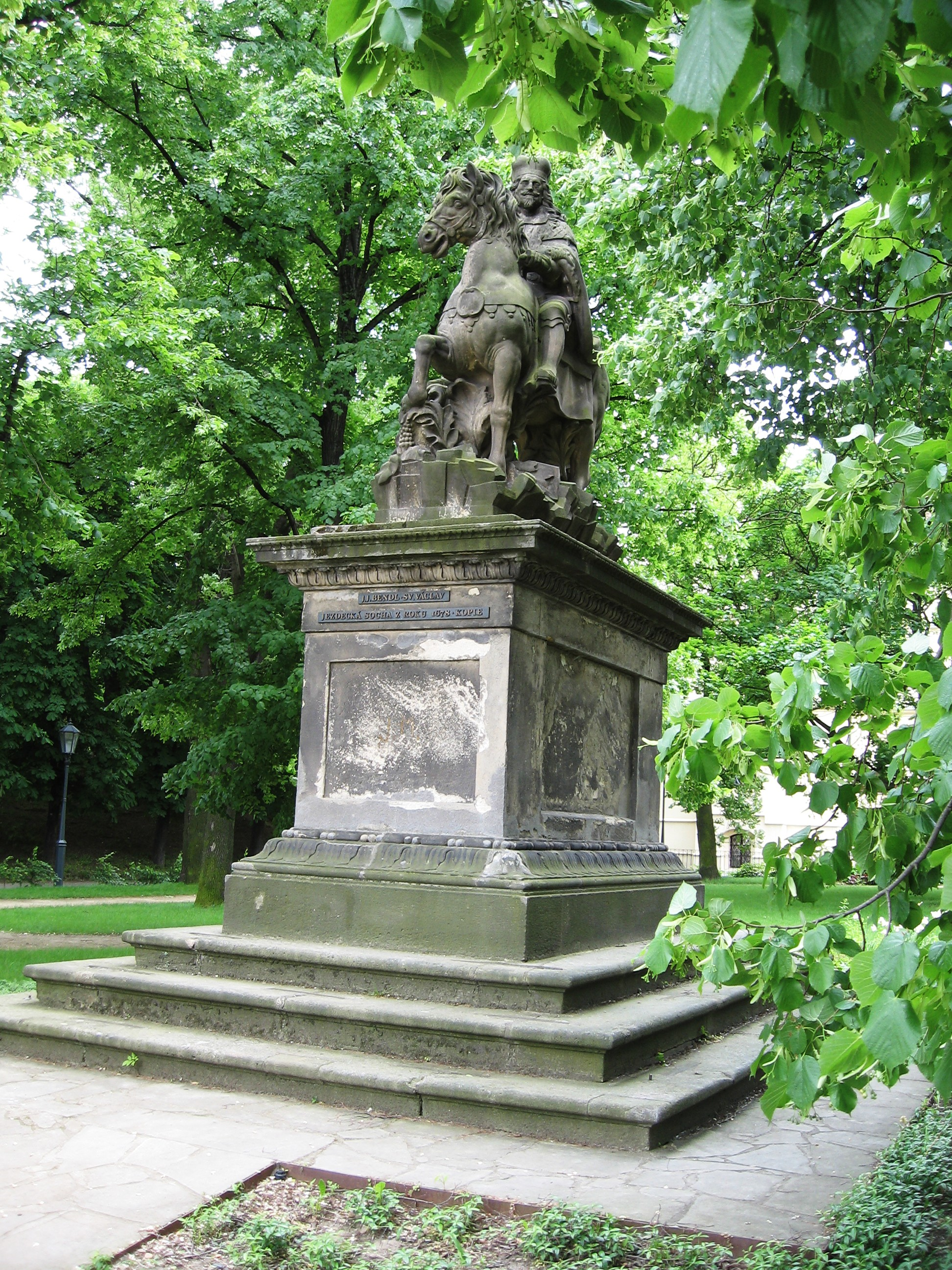
Statue équestre de saint Venceslas (autre vue)
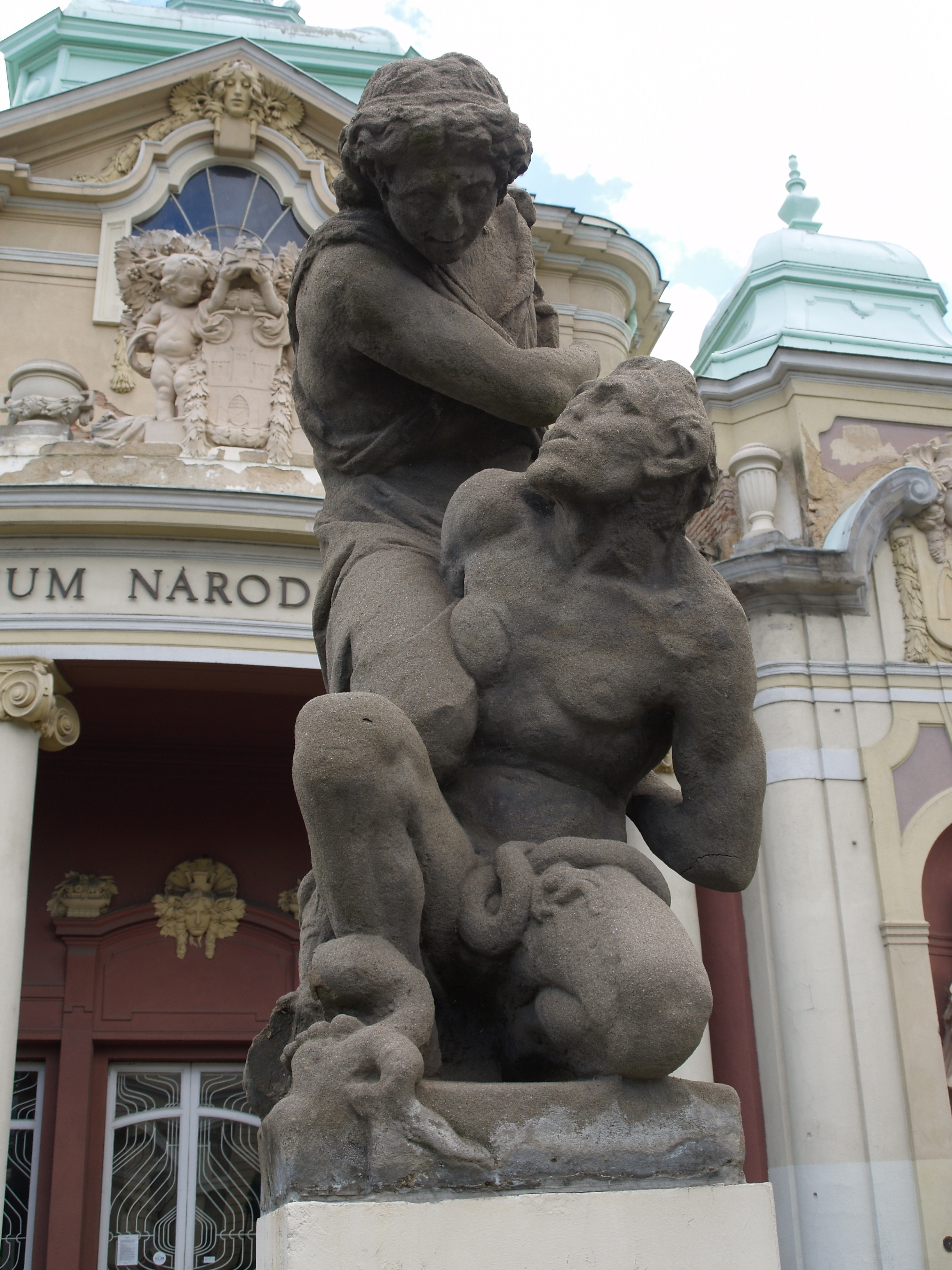
Anděl s ďáblem (l'ange et le démon) réalisée en 1650.